# Champcueil
Champcueil là một xã ở tỉnh Essonne thuộc vùng Île-de-France miền bắc nước Pháp.
Theo điều tra dân số năm 1999, dân số xã này là 2.528.
Danh xưng cư dân địa phương Champcueil trong tiếng Pháp là Champcueillois.